# Zdzisław Otello Horodecki
Zdzisław „Otello” Horodecki (ur. 1 maja 1948 w Olsztynie) – polski artysta malarz, grafik, architekt wnętrz, wystawiennik, scenograf.

## Życiorys

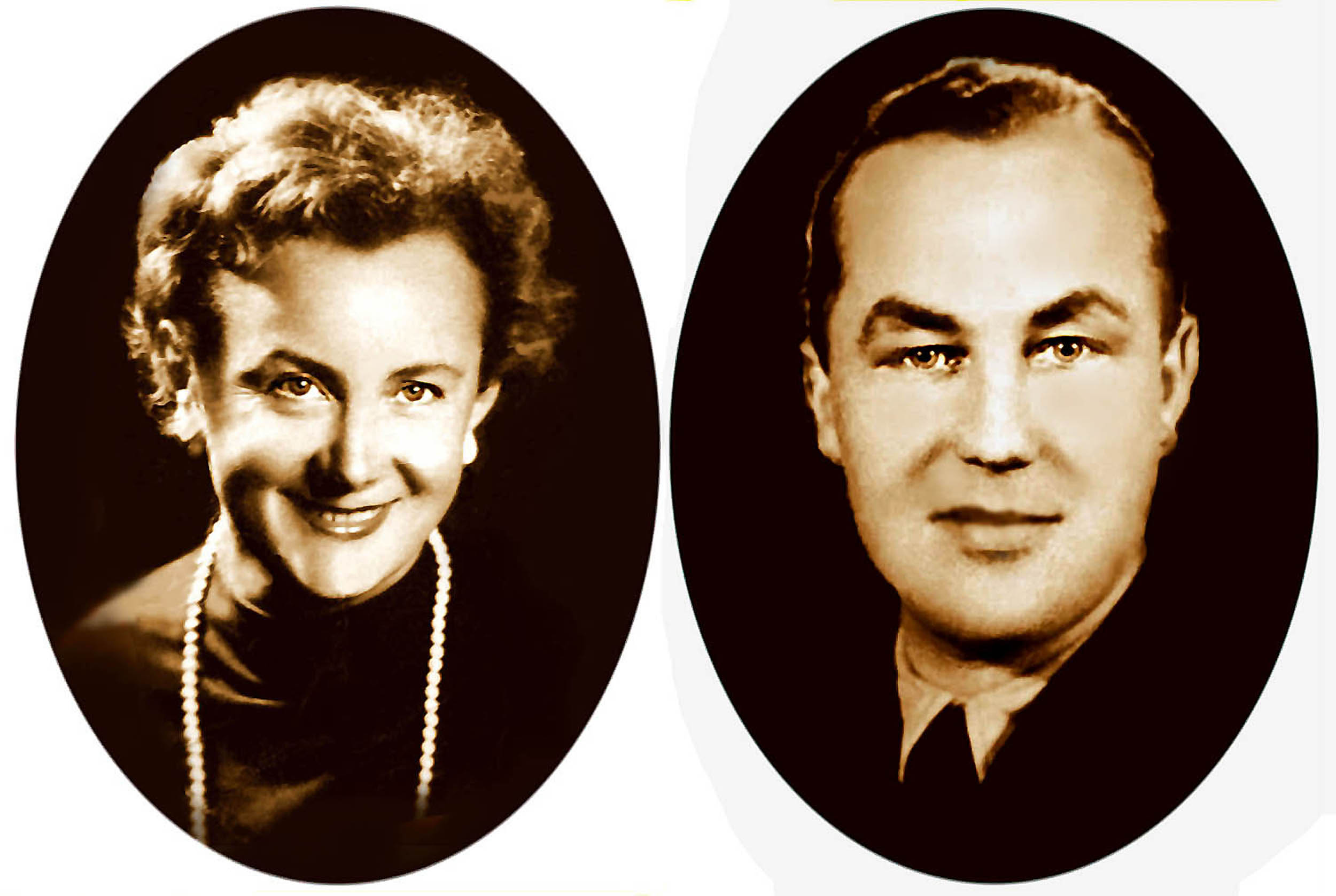
Jolanta, Władysław. Rodzice Zdzisława Otella Horodeckiego

Pochodzi z polskiej rodziny szlacheckiej herbu Kornic (według Uruskiego) na Podolu, wylegitymowanej ze szlachectwa w latach 1824-1890 i wpisanej do części VI księgi szlacheckiej guberni podolskiej. Syn zesłańców syberyjskich. Mieszka i tworzy w Warszawie.
Ukończył Państwowe Liceum Techniki Teatralnej w Warszawie na wydziale malarstwa scenicznego i scenografii. Studiował  malarstwo, grafikę, scenografię i architekturę wnętrz wraz ze studiami muzykologicznymi; ze specjalizacją - teoria muzyki. Doktorat uzyskał w zakresie historii opery. Jego stryjecznym dziadkiem jest znany architekt Władysław Horodecki.
W 1968 roku, w trakcie studiów został przyjęty na podstawie prac do Związku Polskich Artystów Plastyków. Był wówczas najmłodszym zawodowym artystą plastykiem w Polsce. Debiutował wystawą indywidualną malarstwa w Klubie Hybrydy w roku 1969.
Wystawiał indywidualnie w Polsce i za granicą. Jego obrazy znajdują się w zbiorach obcych, w kolekcjach prywatnych i fundacjach o zasięgu międzynarodowym : m.in. w Niemczech, Francji, Hiszpanii, Anglii, we Włoszech, Szwecji, Danii, Japonii, Portugalii, Australii, USA, Rosji.
W latach 70. XX wieku rozpoczął działalność wystawienniczą. Generalny projektant wielu wystaw i ekspozycji handlowych, artystycznych, w kraju i za granicą m.in.: „Fryderyk Chopin” na zamówienie MSZ i Towarzystwa im. Fryderyka Chopina (25 państw) oraz największej wystawy w historii artystycznej fotografiki polskiej „Polska – Kraj – Ludzie” (Maneż - Moskwa 1974), za którą otrzymał wraz z zespołem nagrodę państwową.
Jest autorem koncepcji wielu neonów warszawskich, projektantem plakatów społeczno-politycznych, znaków graficznych, m.in. logo PZPR, znaczków filatelistycznych – serii; medalionów, plakatów filmowych i reklamowych, a także godeł kilku instytucji państwowych.
W połowie lat 70. XX wieku wykonał generalny projekt humanizacji wielkiego zakładu przemysłowego Polska Wełna w Zielonej Górze (został generalnym projektantem w drodze wygranego konkursu), było to jego największe przedsięwzięcie projektowe w życiu. Dotyczyło kolorystyki hal, kolorystyki maszyn z uwzględnieniem psychologicznego oddziaływania barw, ubiorów, terenów okalających, elewacji kolorystycznych i zaplecza socjalnego w pojęciu estetyki architektury wnętrz i humanizacji wypoczynku i rekreacji.
Jest autorem plakatów dla Filmu Polskiego, projektów folderów reklamowych oraz czołówki eksportowej rozpoczynającej każdy film polski. Projektant polskich stoisk artystyczno-ekspozycyjnych na Międzynarodowych Festiwalach Filmowych m.in.: w Berlinie Zachodnim, San Sebastián, Santander, Wenecji, San Remo, Karlowych Warach, Moskwie i Cannes oraz ekspozycji artystycznych dotyczących filmów Andrzeja Wajdy, Krzysztofa Zanussiego, Kazimierza Kutza, Krzysztofa Kieślowskiego, Janusza Kijowskiego i Agnieszki Holland. Był generalnym projektantem Festiwali Polskich Filmów Fabularnych w Gdańsku w roku 1980, a także godła tegoż festiwalu.
Przez wiele lat współpracował z Polskim Radiem w redakcji muzycznej oraz literackiej jako recenzent operowy. Jest twórcą najdłuższego serialu biograficznego o Plácido Domingo („Plácido Domingo – Moje życie na scenie”) oraz Teatrów Operowych i Muzycznych PR - napisał 17 premierowych  słuchowisk m.in. „Pamiętniki Beniamina F. Pinkertona”, „Tragedia Don Carlosa”, „Otello – maur pokonany, czyli Szekspir i Verdi”. Prowadzi również znaną audycję „Opera Tygodnia”. Jest wówczas uważany, obok Jana Webera, za najbardziej słuchanego autora Polskiego Radia. Na zlecenie Universal Music Group Polska (Deutsche Grammophon, Decca Records, Philips Classics) napisał opracowanie naukowe o fizjologii i funkcji głosu Plácido Domingo pt. „Piramida Dominga”.
Owocem wieloletnich analiz teoretycznych muzyki w powiązaniu z literaturą i malarstwem jest powstanie nowego spojrzenia na sztuki wyższe, określonego mianem „przypadku kreacyjnego”. Tworzy teorię plansjonizmu aleatorystycznego, kierunku, który obejmuje malarstwo, literaturę i muzykę oraz środki przekazu. Całą teorię nowej estetyki i kierunku w sztukach przedstawia w swej pracy „Manifest Aleatoryzmu (teoria neoaleatoryzmu)”.

Wybrane prace artysty
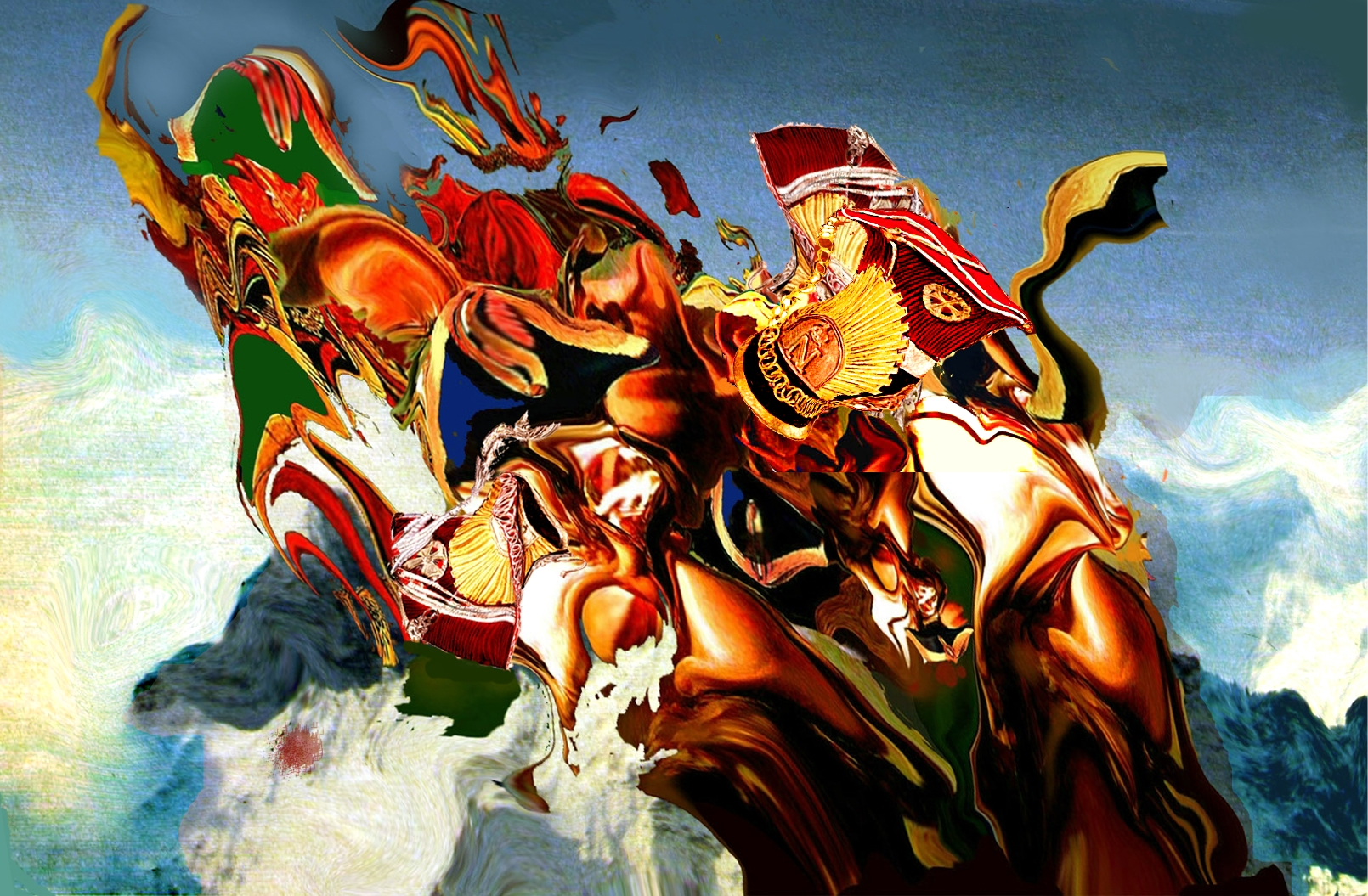
Potyczka zwiadu napoleońskiego 12 km od Moskwy 1812. Pantareizm. Akryl. 70×100 cm. 2015
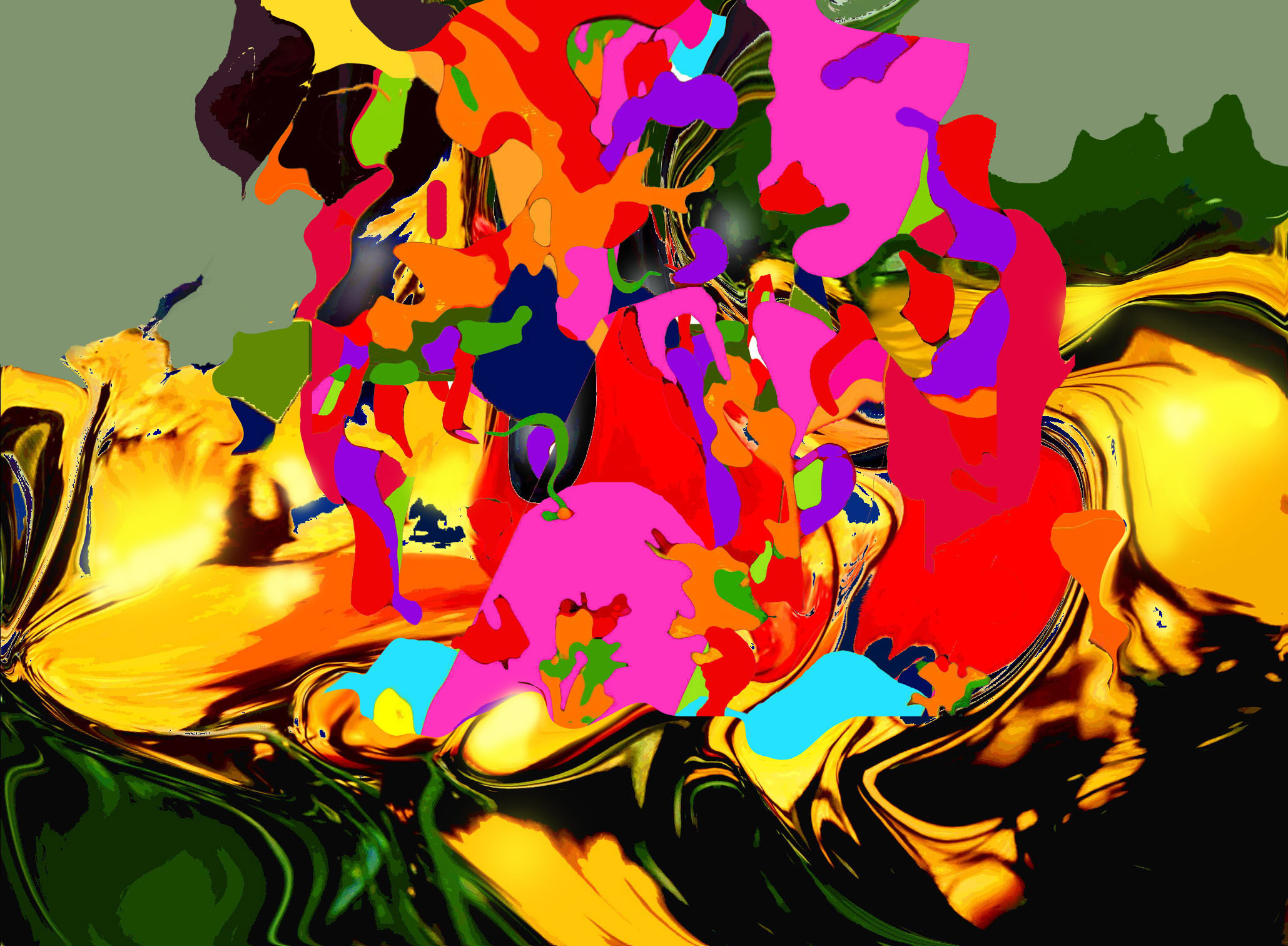
Żniwa Polskie. Aleatoryzm. Akryl. 40×50 cm. 2016
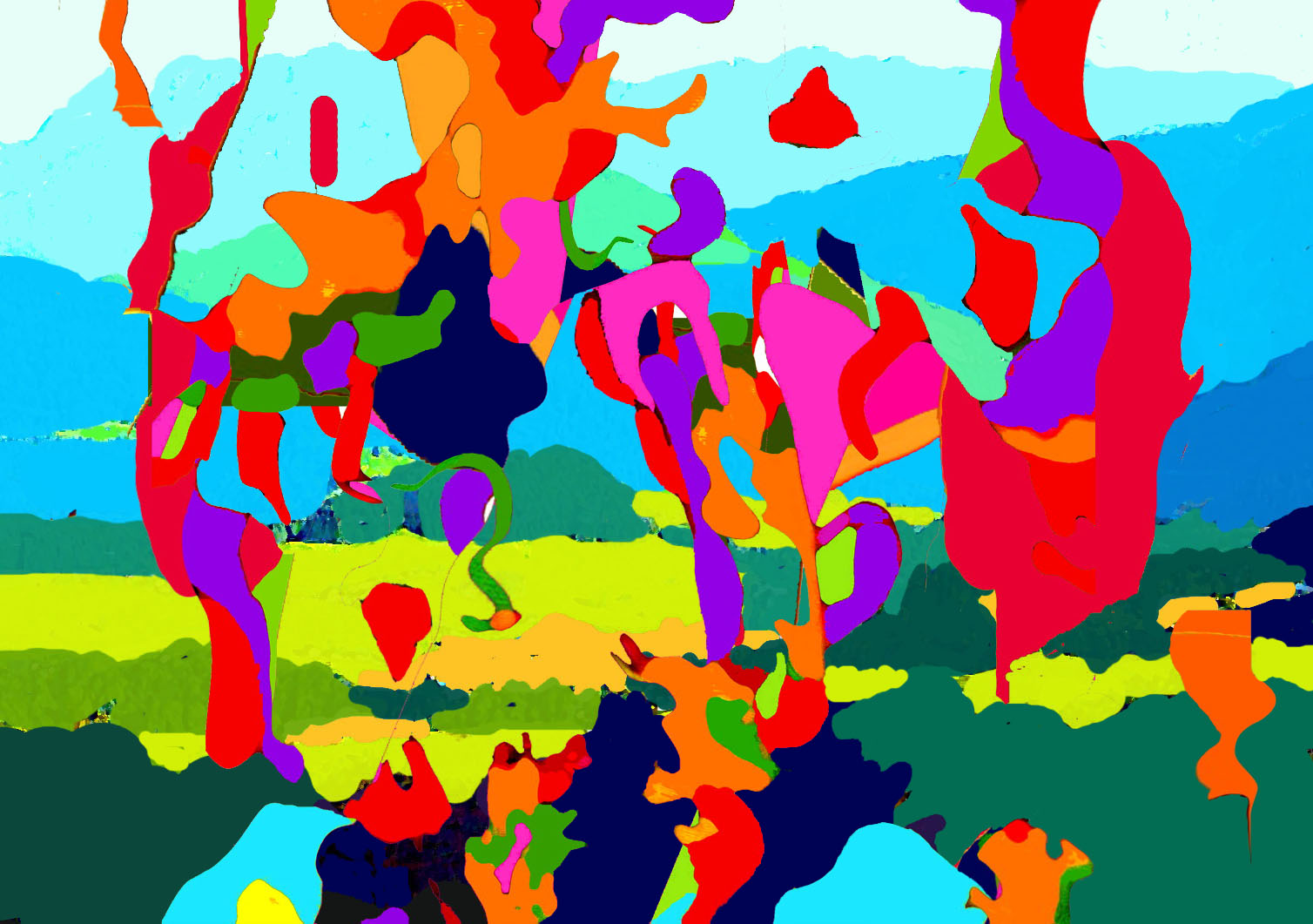
Rozrastający się neurologiczny sad majowy. Aleatoryzm. Akryl. 40×50 cm.  2016
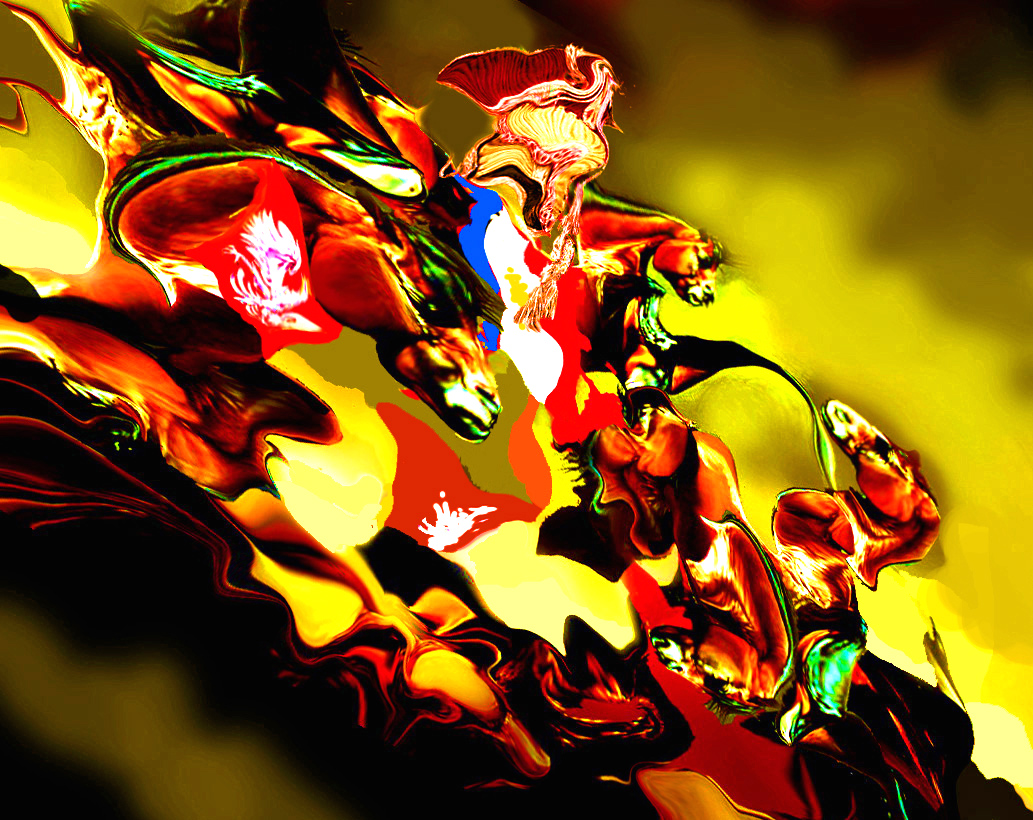
Śmiertelna szarża Francusko Polskiej grupy zaczepnej, 2017
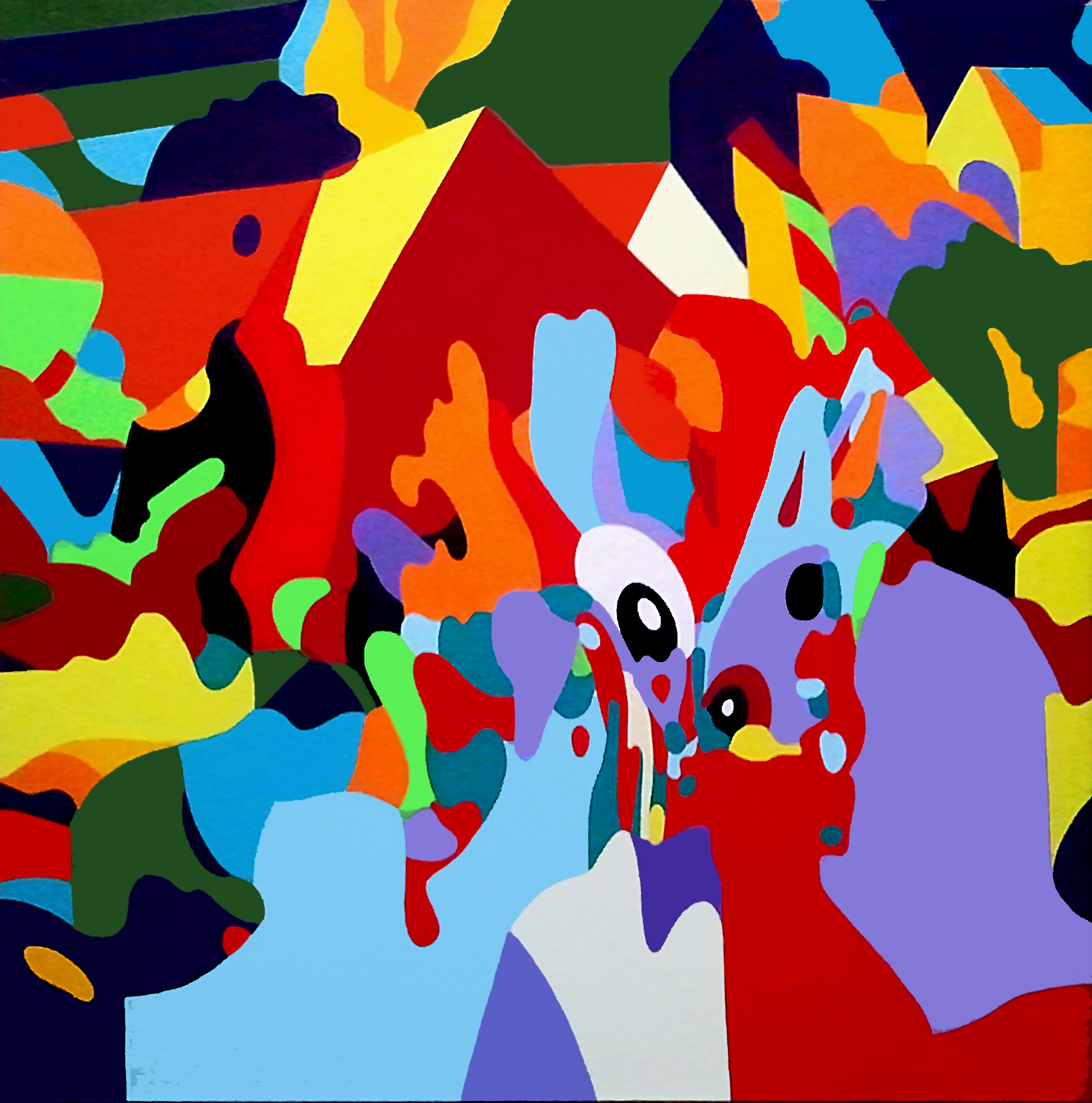
Manifestacja plam w Wilanowe z udziałem Obserwatora Ściennego 60×60 cm, akryl. pł. 2017
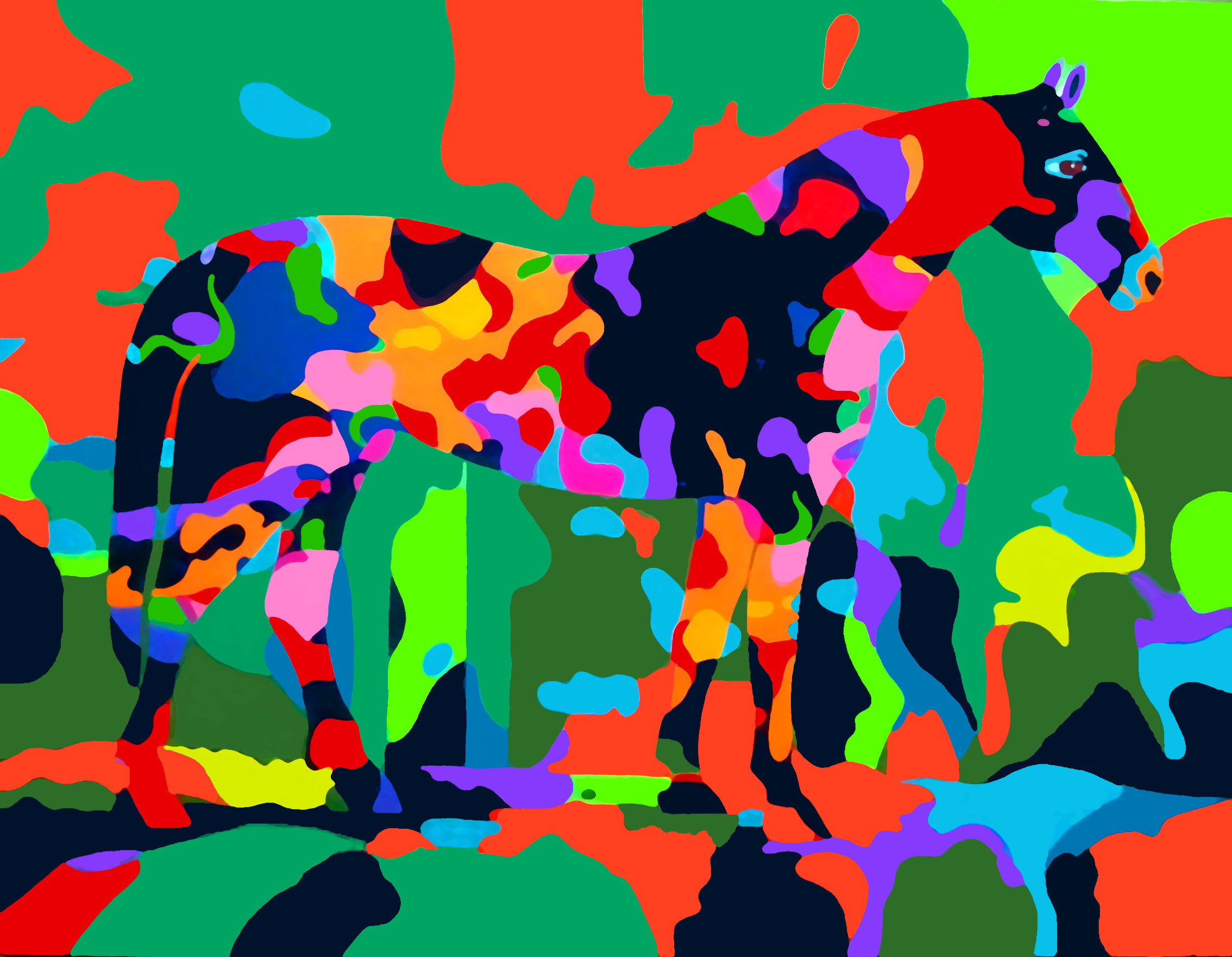
Plamy opadowe palety na przykładzie powtarzalnego konia akrylowego, akryl, 73×92 cm, 2017
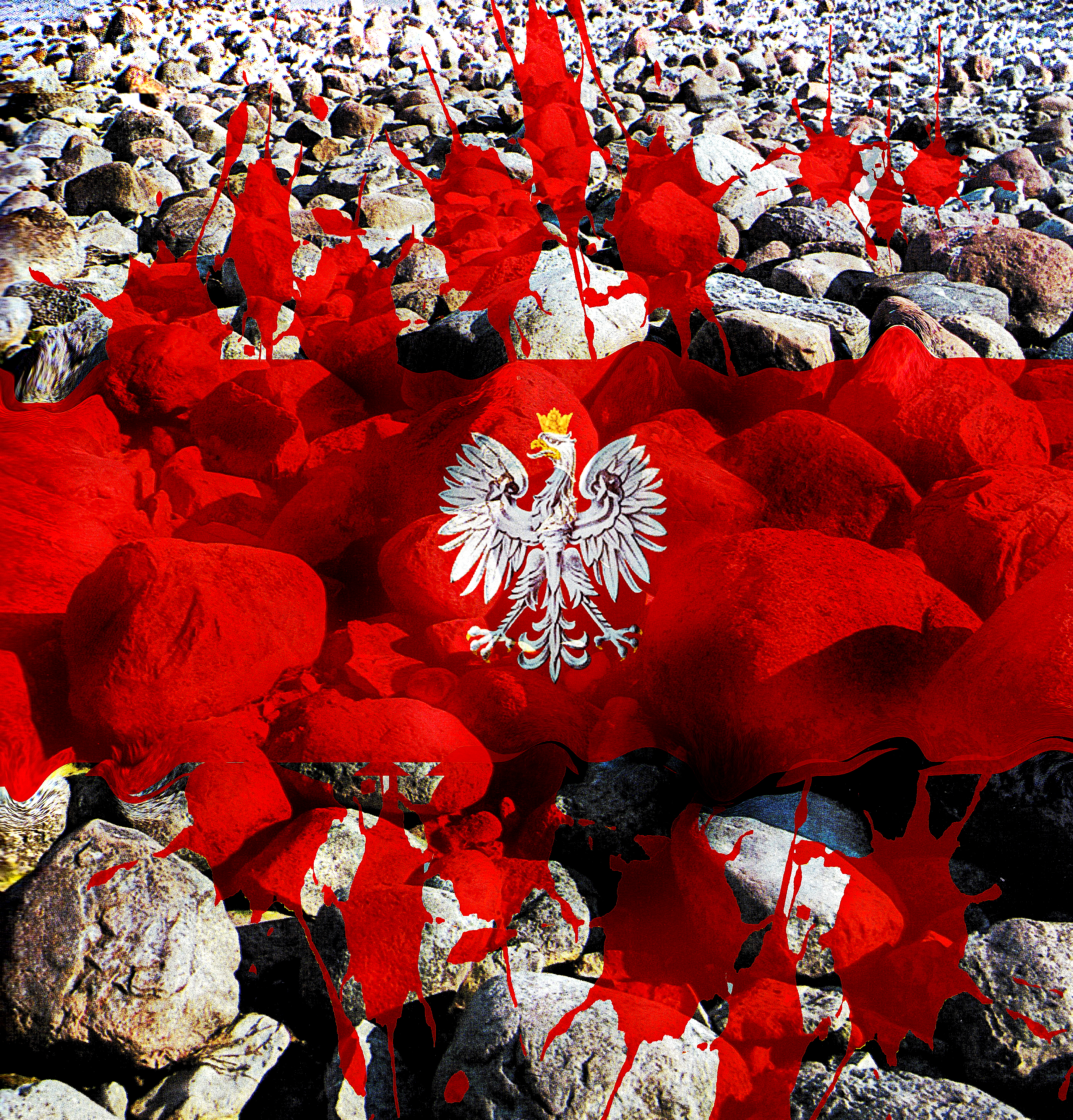
Zdzisław Otello Horodecki „Manifest.Przemarsz Kamieni.” Grafika. 2019.
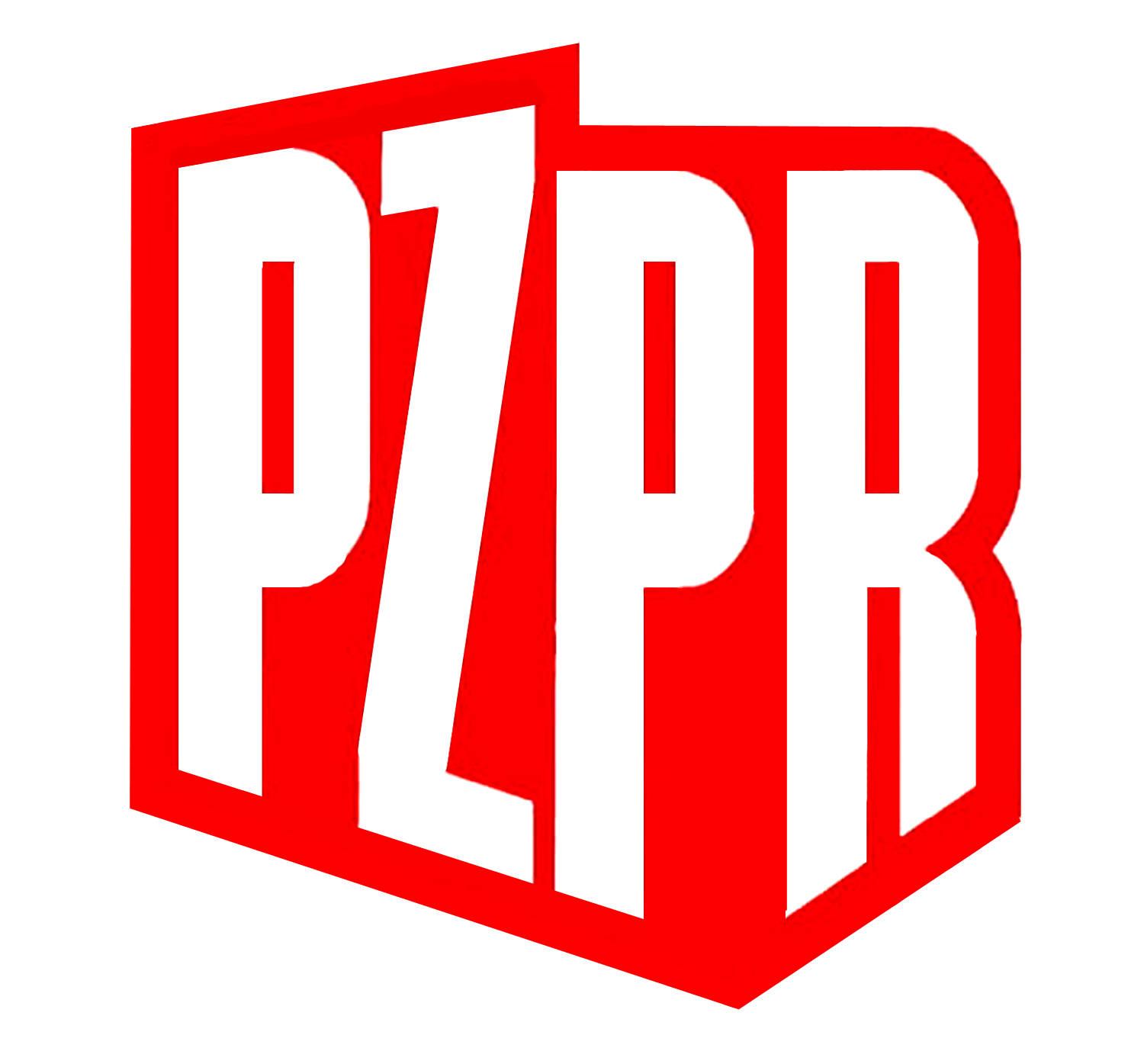
Logo PZPR. Autor artysta plastyk Zdzisław (Otello) Horodecki 1978. Wersja podstawowa bez zmian wprowadzonych bez aprobaty autora[12], logo wyłonione w drodze konkursu w 1978 roku
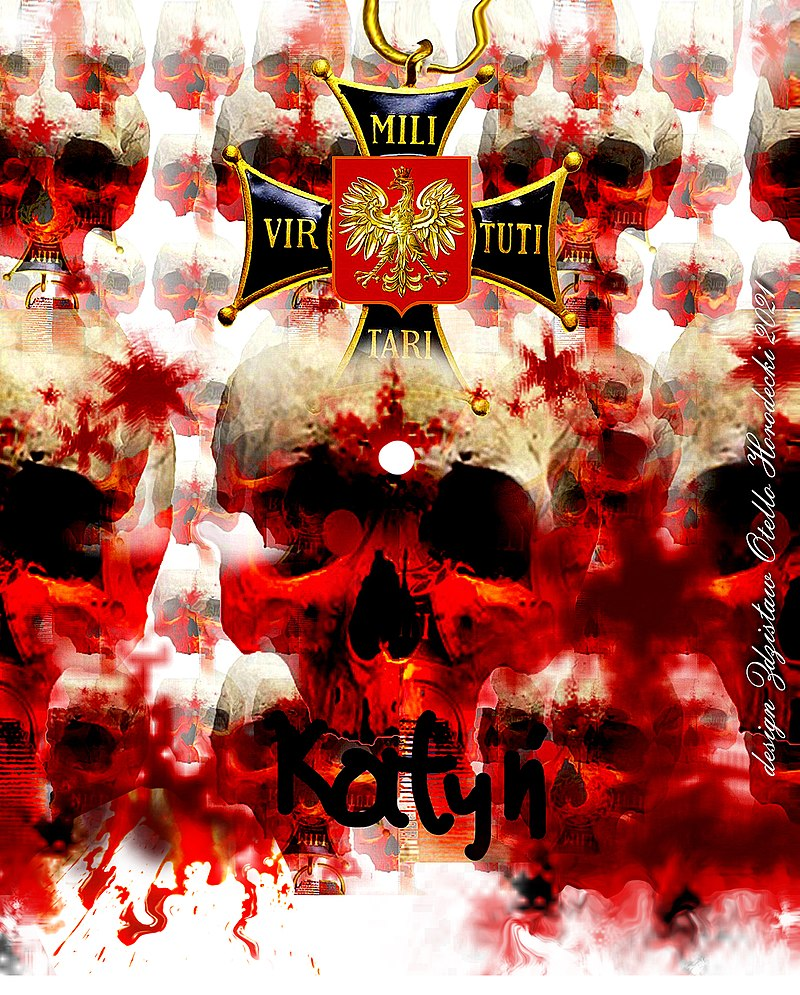
Katyń. Grafika autorska Zdzisław (Otello) Horodecki, Upamiętnienie, 2020